# Samtgemeinde Beverstedt
De  Samtgemeinde Beverstedt was een samtgemeinde in de Duitse deelstaat Nedersaksen. De gemeente was onderdeel van het Landkreis Cuxhaven. Per 1 november 2011 werden de deelnemende gemeenten allemaal opgeheven en gingen op in de nieuwe gemeente Beverstedt.

## Samenstelling en ligging
De samtgemeinde bestond uit de gemeenten Appeln, Beverstedt, Bokel, Frelsdorf, Heerstedt, Hollen, Lunestedt en Stubben. Beverstedt ligt ten oosten van Bremerhaven.